# Tunic
Tunic es un juego de acción-aventura desarrollado por Andrew Shouldice quien es un desarrollador indie Canadiense y publicado por Finji. El juego fue lanzado en marzo de 2022 en Windows, macOS, Xbox Serie X/S y Xbox One como una exclusiva temporal para consolas.

## Gameplay
Tunic en su mayoría se juega en una vista isométrica, permitiendo al jugador controlar a su personaje, un zorro antropomórfico, alrededor del mundo, interaccionando con objetos y combatiendo enemigos; si es necesario el jugador puede cambiar a una vista más de arriba hacia abajo en combate. El juego está estructurado similar a The legend of Zelda, con el progreso limitado a ciertas áreas del mundo hasta que el jugador haya recogido una nueva arma o habilidad para que use el zorro, añadiendo algunos toques de la serie Souls. 
El propósito del juego y la forma de jugar son un poco oblicuas; el diálogo que se le presenta al jugador esta generalmente en una lengua indescifrable, aun así algunos personajes o palabras serán legibles en el lenguaje del jugador que pueden dar pistas para la resolución de rompecabezas, y algunos de los elementos que el jugador encontrará serán páginas que conforman el manual del juego.

## Desarrollo
Tunic (originalmente nombrado Leyenda Secreta) ha sido desarrollado por una persona, Andrew Shouldice. Shouldice había sido un desarrollador en Silverback Producciones por aproximadamente seis años. En 2015, habiendo participado en unos cuantos eventos Ludum Dare, el se pregunto qué sería capaz de producir si pudiera dedicarse tiempo completo al proyecto en vez de solo fines de semana. Consideró el estado de su propia carrera en Silverback y decidió renunciar para completar su desarrollo.
Shouldice declaró que el juego estaba inspirado por "ciertos juegos clásicos de búsqueda de triángulos", refiriéndose a los juegos de La Leyenda de Zelda. Dentro del juego, el jugador encuentra páginas de manuales de instrucciones, el arte fue fuertemente inspirado en los folletos de instrucciones para los juegos de la de Nintendo Entertainment System (Nes);The Legend of Zelda y Zelda II: The Adventure of Link.
Cuando el empezó a trabajar en el juego, el obtuvo interés de Finji, Sello editorial de Adam Saltsman. Finji se ofreció para publicar y ayudar a refinar el juego, tomando algo de la experiencia que tuvieron preparando el lanzamiento de Moss para el PlayStation VR.
La banda sonora del juego estuvo compuesta por Lifeformed, quién previamente había compuesto música para el juego de 2012 Dustforce y Janice Kwan.
En la PC Gaming Show de la Electronic Entertainment Expo 2017, el juego, previamente desarrollado como Leyenda Secreta, fue renombrado Tunic, junto con la colaboración de Finji para ayudar a publicarlo. El juego fue posteriormente presentado durante la presentación de Microsoft en el E3 de 2018, donde fue anunciado como lanzamiento exclusivo para el Xbox One, junto a su planeado lanzamiento para Windows.
Tunic fue lanzado el 16 de marzo de 2022. Además del lanzamiento en  Windows, mac OS y Xbox, también fue añadido al Xbox Game Pass el mismo día.

## Narrativa
La narrativa de Tunic se apoya bastante en lo visual, los pilares de su narrativa son su mundo y el manual de instrucciones que el juego te pide que completes. El mundo tiene elementos como estatuas, estructuras, letreros y NPC's que revelan pequeños detalles de lo que aconteció. El manual, por otra parte, revela datos significativos de la historia que dejan la puerta abierta a la interpretación.
La aventura inicia con el protagonista quien es un zorrito antropomórfico, varado en la orilla de una isla sin recuerdo de los acontecimientos que lo llevaron a esa situación. Esto recuerda mucho al inicio de The legend of Zelda: Link's Awakening saga de la cual el juego toma inspiración en lo jugable. Posteriormente, el zorrito entrará en una sala donde hay un cofre que contiene un palo que servirá para hacerle daño a los enemigos este hecho hace homenaje al inicio del primer The legend of Zelda donde Link recibe una espada al abrir un cofre.
Al explorar un poco el mundo, el zorrito encuentra una puerta dorada que lo transporta al mundo astral, en este mundo se encuentra lo que parece ser una predecesora del zorrito, confinada por tres sellos. Después de tratar interactuar con ella, el zorrito es expulsado de este plano solo para darse cuenta de que la puerta se ha cerrado de forma definitiva. Continuando con la exploración, el protagonista encontrará una página de un manual de instrucciones, al recolectar suficientes páginas, el camino a seguir se hará suficientemente claro para continuar la aventura. El siguiente paso es tocar los dos campanarios que se encuentran en el mundo y encontrar la espada descrita en el manual. 
Una vez que el zorrito hizo sonar las dos campanarios, la puerta dorada que previamente se había cerrado se abre en su totalidad, abriendo paso a lo que parece ser un templo en donde se encuentran tres aros hexagonales flotando en el vacío, cada uno de estos aros posee un orificio en donde se puede colocar una runa. En una de las páginas del manual se menciona que para romper el sello es necesario obtener las tres runas que se encuentran por el mundo.
Es así que el zorrito tendrá que recorrer un largo camino en su búsqueda por obtener las tres runas, en donde enfrentará peligrosos enemigos, jefes entrañables, conseguirá cada vez más páginas del manual y obtendrá diversos items y habilidades que le permitirán desbloquear nuevas zonas. En su camino a derrotar uno de los tres jefes que protegen las runas, se da cuenta de que los pilares que ha encontrado en el mundo y que otorgan energía, contienen en su interior otros zorros, en el mismo lugar el protagonista nota que existe una gran cantidad de estos pilares.
Al conseguir las tres runas y depositarlas en el templo, los tres aros desaparecerán. El zorrito volverá al mundo astral para darse cuenta de que el lugar donde estaba su predecesora ahora esta vacío y accediendo a una nueva zona dentro de este mundo el protagonista se encontrará cara a cara con su predecesora, solo para que esta recoja la espada que estaba en esta zona y maté al zorrito.
El zorrito regresa al mundo normal en forma de fantasma, al explorar el mapa el protagonista se da cuenta de que puede acceder a una zona del mundo que de no ser porque es un fantasma no habría podido explorar, en esta nueva zona el zorrito conseguirá una nueva habilidad que le permitirá conseguir las ofrendas del héroe. Las ofrendas del héroe se encuentran en la tumba del héroe una zona perteneciente al mundo astral. Temprano en el juego el zorrito es capaz de visitar la tumba del héroe desde diversos puntos del mundo normal, accediendo a través de portales. Al recolectar todas las ofrendas el protagonista volverá a su estado normal y podrá enfrentar nuevamente a su predecesora.
Existen dos finales, uno de ellos se obtiene al derrotar a la predecesora del zorrito, en este final el protagonista tomará el lugar de su predecesora y quedará sellado tras la puerta dorada. El otro final se consigue tras completar el manual de instrucciones, tarea que requiere de mucha exploración y resolución de puzles, en algunos de los cuales será conveniente tener una libreta al lado para poder resolverlos. Con todas las páginas del manual recolectadas el zorrito regresará con su predecesora y le entregará el manual, de esta forma su predecesora será liberada y los dos podrán compartir su vida juntos.
Tunic hace un uso muy interesante de sus mecánicas para contar su historia, desde el principio el juego empieza a contarte una historia utilizando algo tan común en los videojuegos como la muerte, sin embargo, Tunic no es ni será el primer videojuego en adoptar la mecánica de vidas entre sus herramientas para desarrollar su narrativa.    
Aprovechar el componente interactivo de los videojuegos para contar una historia resulta vital en el medio. La mayoría de los videojuegos utilizan este componente para enriquecer la narrativa de sus historias, el pasar horas frente a la televisión hace que el jugador inevitablemente forme un vínculo con el personaje que controla, pero la interactividad de los videojuegos puede ser usada de formas más originales, tal es el caso de Tunic.   
Entre las mecánicas del juego, el manual de instrucciones es la pieza fundamental para entender la historia. Contiene imágenes y palabras clave que remontan a la época donde los videojuegos incluían un manual en donde se contaba la historia, los controles y contenían concept art. La historia se cuenta con el manual y se complementa con lo que el mundo te dice, es una historia que te deja pensando y es libre de interpretación. La inclusión de este manual digital dentro del juego es un concepto muy original y una forma creativa y original para contar una historia. Es aquí, donde el potencial narrativo de los videojuegos sale a la luz. 

## Recepción
Tunic recibió "reseñas generalmente favorables" según Metacritic.
Destructoid elogió la "celebración de prácticas de diseño olvidadas hace mucho tiempo" de Tunic, elogiando su sentido de exploración que se remonta a títulos clásicos del pasado. 
IGN elogió la estética del juego, el manual de instrucciones, la variedad de enemigos, conjunto de movimientos, las batallas contra jefes y el mundo, mientras que describió su narrativa como interesante pero insatisfactoria. 
Game Informer elogió la accesibilidad y opciones de combate presentes, mientras también alabo la dificultad, el combate, los rompecabezas y la atención al detalle  de Tunic, escribió que el juego "...[fue] tan bien diseñado" hasta el punto en que "... la oscuridad que [lo hace] excepcionalmente gratificante [podría] conducir a una frustración genuina". 
Eurogamer clasificó al juego como 'Esencial', escribiendo, "Zelda y Souls combinados - no meramente la iconografía o las bases. En su lugar, Tunic es el entendimiento obtenido por jugar ambos y pensar realmente sobre por qué están hechos de la manera como son - cómo fueron creados, como diría un mago, sus efectos particulares."
GameSpot y Shacknews citaron el estilo visual, el mundo, la barrera del lenguaje, el manual de instrucciones y los diseños de enemigos como las cosas positivas, mientras que mencionan que tiene problemas menores con algunos acertijos particularmente obtusos, IA de algunos enemigos y viajes rápidos restrictivos.
The Verge disfrutó del manual dentro juego, "es un placer hojear el manual, con mapas de páginas completas, ilustraciones bonitas de objetos y personajes, y encantador arte del protagonista del juego, todo lo anterior hace que leer las página sea muy divertido".
A Rock Paper Shotgun le gustó el mundo del juego, sintiendo que el juego tuvo una gran cantidad de áreas ocultas para encontrar, "La exploración es el rey... hay laberintos de paredes invisibles y, sí, caminos ocultos atrás de cascadas, y muchos atajos que se mantienen fuera de la vista gracias a las peculiaridades de perspectiva. Una alegría absoluta para mí, el atajo me gusta ".
Polygon alabó los rompecabezas del juego, sintiendo que respetaron la inteligencia del jugador, "Algunos de estos acertijos son unos que nunca podría solucionar —al menos, no por mi cuenta. Pero confío en el juego y parece que el juego también confía en mí. Nunca señala el siguiente paso a tomar de forma obvia.
VG247 sintió que los visuales le dieron la mundo un encanto añadido, escribiendo "Esta inspirado por juegos isométricos, pero no tiene miedo de sacar la cámara, girarla, desviarla hacia una esquina o cualquier cosa más para darle una sensación de lugar... encontrarás que la cámara se acerca, panea o gira por capricho, resaltando cualquier parte del mundo que funcione mejor en ese momento".